# Добраково
Добраково је насеље у општини Бијело Поље у Црној Гори. Према попису из 2003. било је 350 становника (према попису из 1991. било је 408 становника).

## Демографија
У насељу Добраково живи 255 пунолетних становника, а просечна старост становништва износи 33,0 година (32,5 код мушкараца и 33,4 код жена). У насељу има 89 домаћинстава, а просечан број чланова по домаћинству је 3,93.
Становништво у овом насељу веома је хетерогено.
|  |

| Демографија | Демографија | Демографија |
| Година      | Становника  | Становника  |
| ----------- | ----------- | ----------- |
|             |             |             |
|             |             |             |
|             |             |             |
|             |             |             |
| 1948.       | 292         |             |
| 1953.       | 312         |             |
| 1961.       | 321         |             |
| 1971.       | 350         |             |
| 1981.       | 375         |             |
| 1991.       | 408         | 402         |
| 2003.       | 387         | 350         |
|             |             |             |

| Етнички састав према попису из 2003.‍ | Етнички састав према попису из 2003.‍ | Етнички састав према попису из 2003.‍ | Етнички састав према попису из 2003.‍ | Етнички састав према попису из 2003.‍ |
| ------------------------------------ | ------------------------------------ | ------------------------------------ | ------------------------------------ | ------------------------------------ |
|                                      |                                      |                                      |                                      |                                      |
| Бошњаци                              | Бошњаци                              |                                      | 195                                  | 55,71%                               |
| Муслимани                            | Муслимани                            |                                      | 137                                  | 39,14%                               |
| Црногорци                            | Црногорци                            |                                      | 12                                   | 3,42%                                |
| непознато                            | непознато                            |                                      | 6                                    | 1,71%                                |

| Година пописа     | 1948. | 1953. | 1961. | 1971. | 1981. | 1991. | 2003. |
| ----------------- | ----- | ----- | ----- | ----- | ----- | ----- | ----- |
| Број домаћинстава | 49    | 57    | 54    | 58    | 75    | 87    | 91    |

| Број чланова      | 1  | 2  | 3  | 4  | 5  | 6  | 7  | 8 | 9 | 10 и више | Просек |
| ----------------- | -- | -- | -- | -- | -- | -- | -- | - | - | --------- | ------ |
| Број домаћинстава | 89 | 13 | 10 | 10 | 19 | 20 | 11 | 3 | 3 | 0         | 0      |

| Пол    | Укупно | Неожењен/Неудата | Ожењен/Удата | Удовац/Удовица | Разведен/Разведена | Непознато |
| ------ | ------ | ---------------- | ------------ | -------------- | ------------------ | --------- |
| Мушки  | 133    | 50               | 81           | 2              | 0                  | 0         |
| Женски | 143    | 43               | 77           | 18             | 1                  | 4         |
| УКУПНО | 276    | 93               | 158          | 20             | 1                  | 4         |

| Пол    | Укупно                    | Пољопривреда, лов и шумарство | Рибарство                            | Вађење руде и камена | Прерађивачка индустрија       |
| ------ | ------------------------- | ----------------------------- | ------------------------------------ | -------------------- | ----------------------------- |
| Мушки  | 57                        | 2                             | 0                                    | 0                    | 13                            |
| Женски | 13                        | 0                             | 0                                    | 0                    | 6                             |
| УКУПНО | 70                        | 2                             | 0                                    | 0                    | 19                            |
| Пол    | Производња и снабдевање   | Грађевинарство                | Трговина                             | Хотели и ресторани   | Саобраћај, складиштење и везе |
| Мушки  | 0                         | 14                            | 4                                    | 0                    | 3                             |
| Женски | 0                         | 0                             | 3                                    | 1                    | 0                             |
| УКУПНО | 0                         | 14                            | 7                                    | 1                    | 3                             |
| Пол    | Финансијско посредовање   | Некретнине                    | Државна управа и одбрана             | Образовање           | Здравствени и социјални рад   |
| Мушки  | 0                         | 0                             | 1                                    | 3                    | 0                             |
| Женски | 0                         | 0                             | 1                                    | 0                    | 0                             |
| УКУПНО | 0                         | 0                             | 2                                    | 3                    | 0                             |
| Пол    | Остале услужне активности | Приватна домаћинства          | Екстериторијалне организације и тела | Непознато            | Непознато                     |
| Мушки  | 7                         | 0                             | 0                                    | 10                   | 10                            |
| Женски | 2                         | 0                             | 0                                    | 0                    | 0                             |
| УКУПНО | 9                         | 0                             | 0                                    | 10                   | 10                            |